# Dictyna cholla
Dictyna cholla là một loài nhện trong họ Dictynidae.
Loài này thuộc chi Dictyna. Dictyna cholla được Willis J. Gertsch & Michael Davis miêu tả năm 1942.